# Christoph Betzl
Christoph Betzl (* 13. Februar 1949 in Rott am Inn) ist ein deutscher Motorrad-Bahnrennfahrer, der nicht nur Speedway- und Langbahnrennen fuhr, sondern auch im Eisspeedway erfolgreich war. In allen drei Bahnsport-Disziplinen nahm er an den Weltmeisterschaften teil.

## Karriere
Er begann seine Karriere 1967 und beendete sie nach der Saison 1982. Schon in den 1970er Jahren startete Betzl für Deutschland in der Speedway-Team- und Best-Pairs WM. Seine größten Erfolge waren der Gewinn der Langbahn-Vizeweltmeisterschaft 1981 in Gornja Radgona/YU (heute in Slowenien) und das Erreichen des Speedway-WM Finals 1979 in Chorzow/PL, wo er mit zwei Punkten den 14. Platz belegte.

## Erfolge
- Langbahn-Vize WM 1981
- Speedway-WM Finalist 1979

## Persönliches
Betzl ist KfZ-Meister und betreibt eine Werkstatt in seinem Wohnort.